# Marcillat-en-Combraille
Marcillat-en-Combraille település Franciaországban, Allier megyében. Lakosainak száma 907 fő (2022. január 1.). Marcillat-en-Combraille Arpheuilles-Saint-Priest, La Petite-Marche, Ronnet, Saint-Fargeol, Saint-Marcel-en-Marcillat, Terjat, Pionsat és Virlet községekkel határos.

## Népesség
A település népességének változása:
| Lakosok száma | 1147 | 976  | 866  | 902  | 894  | 897  | 905  | 900  | 902  | 907  |
|               | 1968 | 1982 | 1990 | 2006 | 2013 | 2015 | 2017 | 2019 | 2020 | 2022 |